# Rockin' Tug

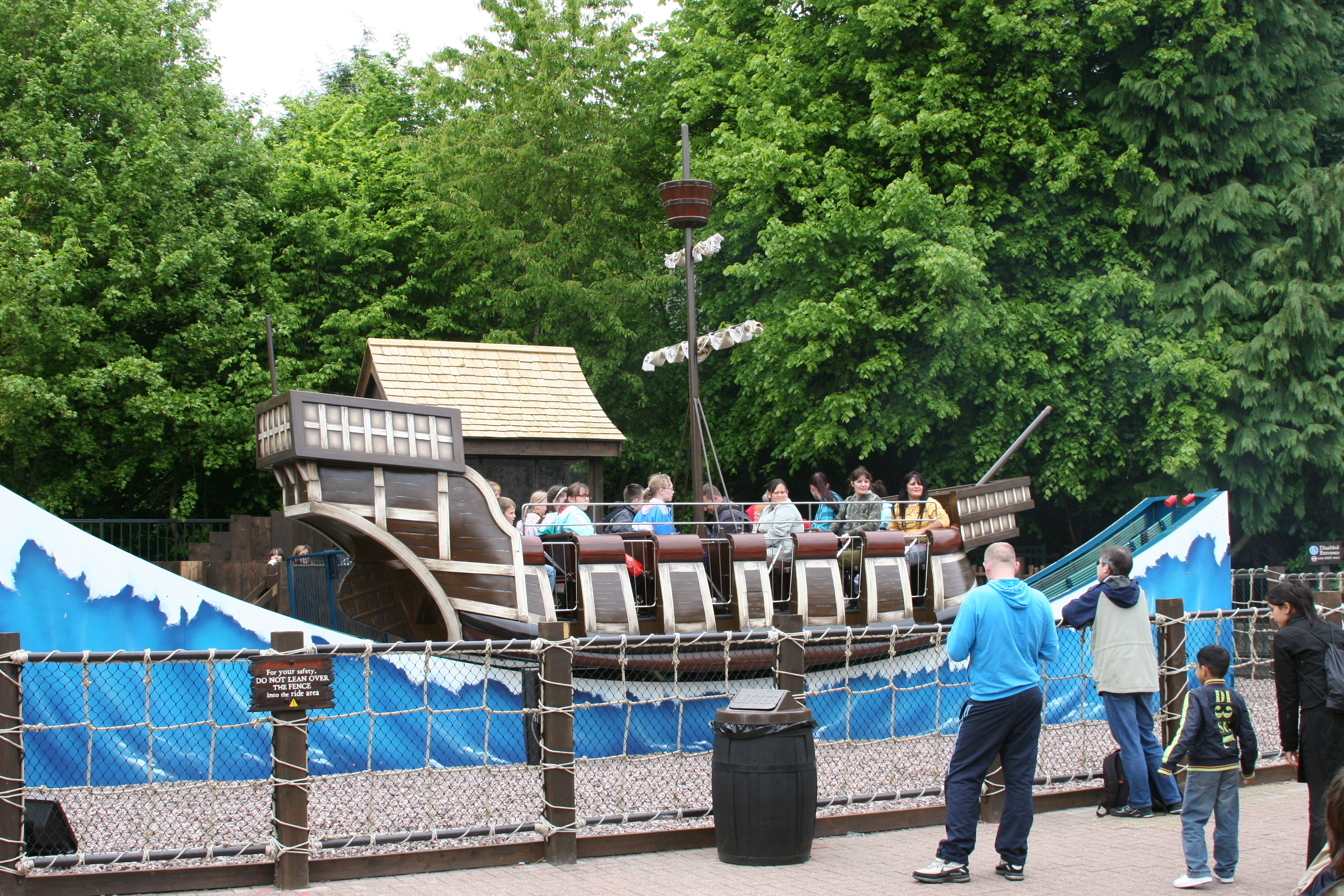
Heave Ho à Alton Towers

Le Rockin' Tug est un modèle d'attraction conçue par Zamperla. Ces attractions existent en version fixe pour les parcs d'attractions et transportable pour les forains.
Cette attraction fait partie de la famille des Half-pipe, comme le Disk'O ou le Skater du même constructeur. Le constructeur Zierer a développé sa propre attraction sur le modèle de Rockin' Tug qu'il nomme Kontiki.

## Histoire

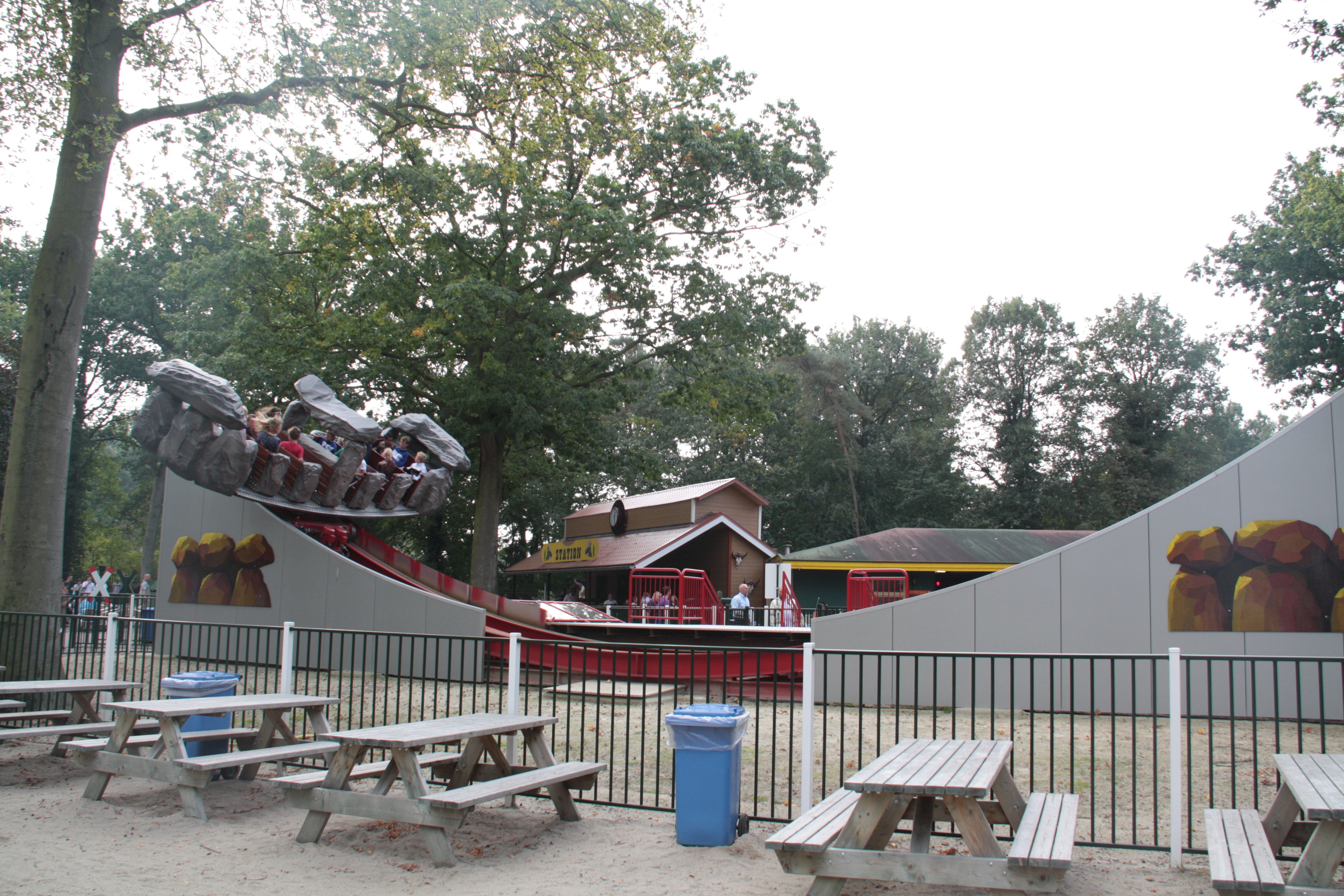
Rockin' Tug

On dit de cette attraction qu'elle serait née après les attentats du 11 septembre 2001 Le directeur de Zamperla, à New York pendant les évènements fut bouleversé comme l'Amérique et le monde entier et il comprit que ces évènements auraient un impact négatif sur l'industrie du divertissement et des voyages.
A. Zamperla et V. Ferrari, à la suite d'une discussion avec Gary Story, PDG de Six Flags se lancèrent dans le projet de créer une attraction nouvelle en s'inspirant le mouvement d’une balançoire à bascule. Ils s'inspirèrent également du modèle proposé par Anton Schwarzkopf depuis 1978 nommé Shuttle Boat. (également en version fixe et transportable.)
A. Zamperla voulait que cette attraction soit : « Un manège pour les moments difficiles. Quelque chose de modeste et d'abordable. Un manège qui ne représentait pas une décision majeure d'investissement pour les parcs d’attraction. Il s'agissait d'un petit investissement, mais quelque chose de nouveau, d'agréable. Et l'avenir me donna raison. »
Après de nombreuses recherches et essais, le Rockin'Tug a trouvé sa forme et son concept final. L'attraction a été vendue à plus de 100 exemplaires, ce qui montre la popularité de cette attraction. L'attraction a été récompensé du prix Best New Family Ride lors du salon IAAPA en 2002.

## Concept et opération
24 personnes peuvent prendre place à bord de l'attraction en forme de bateau (remorqueur Tugboat en anglais) dans six rangées de quatre. Les passagers font face au centre du bateau. L'attraction simule une tempête en mer.
Pendant le tour, la nacelle posée sur un rail en forme de U fait des va-et-vient et le bateau entier tourne autour de son centre dans les deux sens. Le bateau peut atteindre la vitesse de 11 tours par minute.

## Attractions de ce type
| Nom de l'attraction             | Parc                                  | Pays         | Année |
| ------------------------------- | ------------------------------------- | ------------ | ----- |
| Bikini Bottom Crosstown Express | Nickelodeon Universe (American Dream) | États-Unis   | 2019  |
| Caddo Lake Barge                | Six Flags Over Texas                  | États-Unis   | 2006  |
| Captain Cranky's Challenge      | Legoland California                   | États-Unis   | 2007  |
| Capt’n Crazy                    | Fort Fun Abenteuerland                | Allemagne    | 2008  |
| Carni-Dévore                    | La Mer de sable                       | France       | 2007  |
| De Woeste Zee                   | Plopsa Indoor Coevorden               | Pays-Bas     | 2010  |
| De Woeste Zee                   | Plopsa Indoor Hasselt                 | Belgique     | 2005  |
| Dock'N Roll                     | Walibi Rhône-Alpes                    | France       | 2018  |
| En voiture avec Fantasio        | Parc Spirou                           | France       | 2018  |
| Galeon                          | PowerPark                             | Finlande     | 2003  |
| Griffin's Galleon               | Chessington World of Adventures       | Royaume-Uni  | 2004  |
| Heave Ho                        | Alton Towers                          | Royaume-Uni  | 2008  |
| Heiluva Hinaaja                 | Wasalandia                            | Finlande     | 2004  |
| Hurricane                       | Boudewijn Seapark                     | Belgique     | 2004  |
| Kernie's Boot                   | Wunderland Kalkar                     | Allemagne    | 2004  |
| Kontiki                         | Paulton's Park                        | Royaume-Uni  | 2005  |
| Kontiki                         | Lagoon                                | États-Unis   | 2004  |
| Kontiki XL                      | Prater de Vienne                      | Autriche     | 2004  |
| Kuling                          | Gröna Lund                            | Suède        | 2005  |
| Lilla lots                      | Liseberg                              | Suède        | 2006  |
| Magic Swing                     | Everland Resort                       | Corée du Sud | /     |
| Marais enchanté                 | La Ronde                              | Canada       | 2005  |
| Moby Dick                       | Koningin Juliana Toren                | Pays-Bas     | 2004  |
| Moby Dick                       | Deltapark Neeltje Jans                | Pays-Bas     | 2005  |
| Nick's Piratenschule            | Legoland Deutschland                  | Allemagne    | 2007  |
| Niorty                          | Festyland                             | France       | 2018  |
| Pikku Hinaaja                   | Särkänniemi                           | Finlande     | 2004  |
| Piratenboot                     | De Valkenier                          | Pays-Bas     | 2017  |
| Rockin' Bulstrode & Sodor Docks | Drayton Manor                         | Royaume-Uni  | 2008  |
| Rock The Boat                   | Dreamland Margate                     | Royaume-Uni  | 2018  |
| Rockin'Rocket                   | Galaxyland                            | Canada       | /     |
| Rockin'Tug                      | Luna Park Sydney                      | Australie    | /     |
| Rockin'Tug                      | Trimper's Rides                       | États-Unis   | /     |
| Rockin'Tug                      | Six Flags Over Georgia                | États-Unis   | 2004  |
| Rockin'Tug                      | Beech Bend Park                       | États-Unis   | 2004  |
| Rockin'Tug                      | Knoebels                              | États-Unis   | 2003  |
| Rockin'Tug                      | Morey's Piers                         | États-Unis   | /     |
| Rockin'Tug                      | Casino Pier                           | États-Unis   | /     |
| Rockin'Tug                      | Land Of Make Believe                  | États-Unis   | /     |
| Rockin'Tug                      | Valleyfair                            | États-Unis   | 2004  |
| Rockin'Tug                      | Dennlys Parc                          | France       | 2005  |
| Rocking Tug                     | Parc du Bocasse                       | France       | 2016  |
| Rocking Tug                     | Tayto Park                            | Irlande      | 2016  |
| Santy Anno                      | Fraispertuis-City                     | France       | 2015  |
| Stormy Cruise                   | Movie Park Germany                    | Allemagne    | 2007  |
| Swampie's Swing                 | Toverland                             | Pays-Bas     | 2004  |
| Swingboom                       | Plopsaland De Panne                   | Belgique     | 2011  |
| Swinging Boat Kontiki           | Safariland Stukenbrock                | Allemagne    | 2003  |
| Takka Balla Swing               | Panorama-Park Sauerland Wildpark      | Allemagne    | 2005  |
| Tango                           | Six Flags Great Adventure             | États-Unis   | 2006  |
| Tempête sur la Ferme            | Jardin d'acclimatation                | France       | 2018  |
| Verruckter Baum                 | Holiday Park                          | Allemagne    | 2012  |
| Viking Adventure                | Marineland                            | Canada       | 2006  |
| Viktoria                        | Kolmårdens Djurpark                   | Suède        | 2015  |
| Yosemite Sam Tugboat Tailspin   | Six Flags St. Louis                   | États-Unis   | 2006  |